# Calle de Antonio Machado
La calle de Antonio Machado es una vía pública de Madrid (España) que comienza en la calle de Francos Rodríguez y termina en la calle Valle de Mena. Dedicada al poeta Antonio Machado, máximo representante de la lírica española en el contexto histórico de la Generación del 98, nacido en Sevilla en 1874 y muerto en el exilio en 1939.
La vía discurre en un trazado serpenteante, en dirección sur-norte, en el límite de los barrios de Valdezarza y Ciudad Universitaria, al noroeste de la capital de España. En su recorrido se encuentra con la calle de Sinesio Delgado (como vía principal de circulación entre el paseo de la Castellana y la avenida de Miraflores, al pie de la Dehesa de la Villa), y edificios a reseñar como el polideportivo ‘Ciudad de los Poetas’ y la iglesia de la Cena del Señor, además de otras instituciones de servicios municipales, como el Centro Cultural Julio Cortázar o el Centro de Servicios Sociales Dehesa de la Villa. Al final de esta calle se encuentra la estación de Antonio Machado de la línea 7 del Metro de Madrid, que se abrió al público el 29 de marzo de 1999.